# 煤袋星雲

煤袋星雲（或簡稱為煤袋）是天空中非常著名的暗星雲，在南半球的銀河襯托下，很容易用裸眼看見的一片深色斑塊。這個斑塊位於南十字座，最接近地球的部分，距離大約是600光年。

## 一般資訊
煤袋星雲覆蓋的天空大約7°長5°寬，並且涵蓋到半人馬座和蒼蠅座。西班牙航海家平松在1499年最早確認它的存在，並稱它為“il Canopo fosco”（亞美利哥·維斯普奇稱它為黑暗的老人星），也稱為“Macula Magellani”（麥哲倫的斑點）或“黑麥哲倫雲”以與麥哲倫雲相對應。
在1970年，K. Mattila證明煤袋星雲並非全黑，它只是非常的暗淡（亮度僅有相鄰銀河的一成），光亮則是來自被它遮蔽的星光反射。
煤袋星雲並未登錄在NGC天體表內，事實上也沒有可供辨識的編號（除了在科德韋爾深空天體表中編號為C099）。它在拉里·尼薇和傑瑞·普內爾的科幻小說中被突顯為上帝眼中的塵粒。

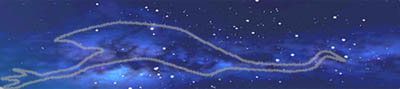
在澳大利亞原住民的星座中，描述這個星雲是天空中的鴯鶓，而不是恆星。對照歐洲的星座，煤袋的右邊是南十字座，左邊是天蝎座。

在澳大利亞原住民天文學中，煤袋星雲是很重要的。在幾個原住民文化中，它形成澳大利亞原住民天文學天空中的鴯鶓頭。原住民的華達曼人認為它是監看人民的執法官的頭與肩，觀看著人民確保不會違反傳統的法律。依據哈尼（W.E. Harney）的報導，這是被稱為Utdjungon和唯一僅存的部落法律，可以讓遵守的成員阻止世界於被火熱的恆星毀滅。還有Gaiarbau (1880)認為在地球上的波拉環是參考煤袋星雲的複製品。由於波拉場地在羅盤上是位於北/南，在南天的煤袋被認為是啟動/儀式環。這些天文遺址允許神靈與地球上的人類夥伴繼續進行儀式。
在印加天文學，這個星雲被稱為Yutu，意思是鷓鴣，像南方的鳥或共鳥（Tinamou，南美產的一種鳥）。

## 在小說

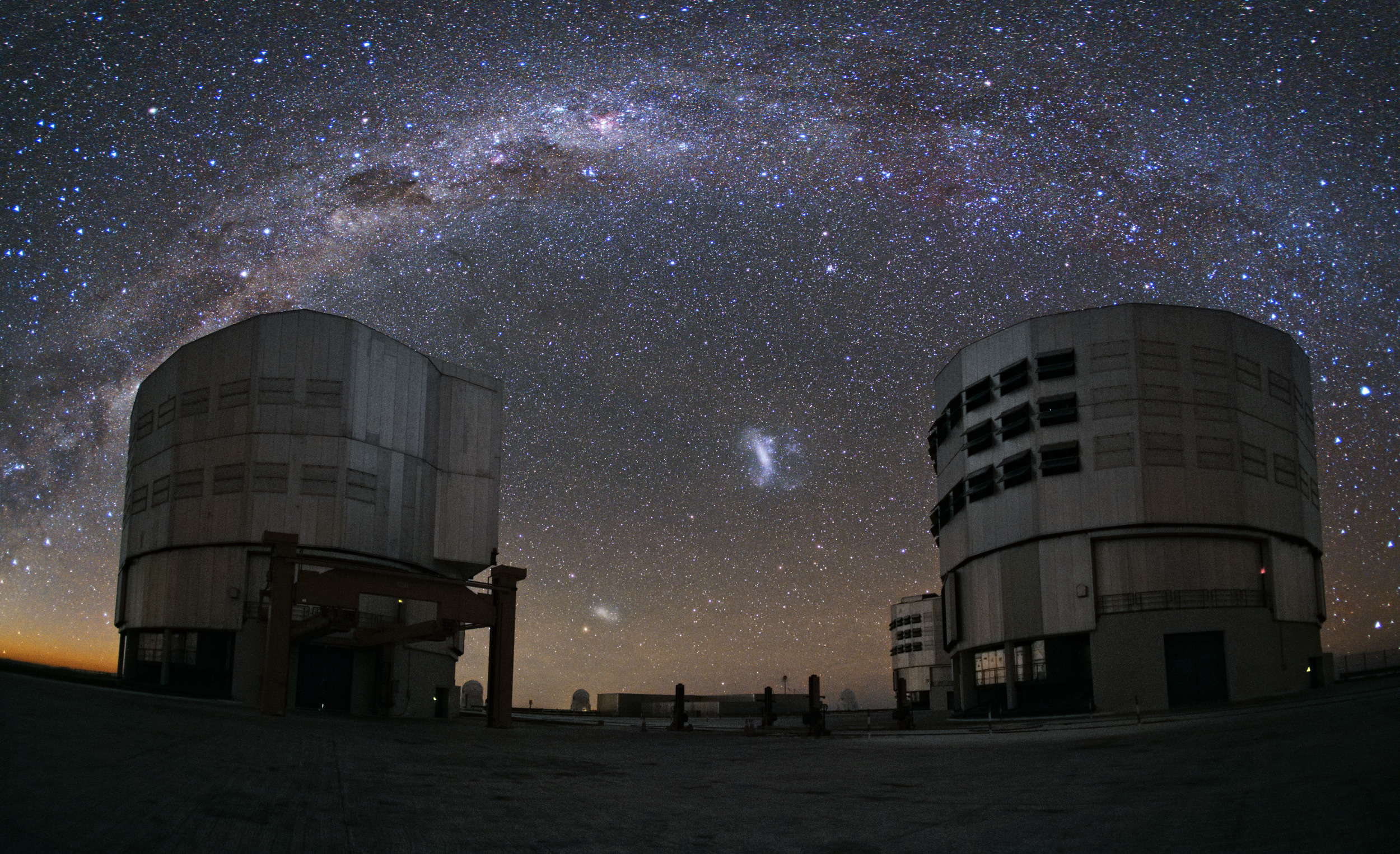
黑暗的煤袋星雲可以看成是橫越並遮蔽銀河系的汙斑。

煤袋星雲在星際爭霸戰的劇情中被設定為免疫症侯群，以及在亞瑟·克拉克主演的2001太空奧德賽中是讓它成為你最後的戰場。
在拉瑞·尼文和Jerry Pournelle的科學幻想小說上帝眼中的塵埃和它的續集，第三方和穹頂中，煤袋星雲的圖片都很顯著。
此外，亨利·德·維爾·斯塔克普爾在他的小說藍色珊瑚礁（1908年）中描述煤袋星雲，就如萊斯特蘭奇在諾森伯蘭的甲板上觀察的：在銀河系中，靠近南十字座附近，發生可怕的圓形深淵，大煤袋。如此嚴酷的定義它，暗示它是無底和無止盡的深淵，對著它沉思是折磨富於想像力的頭腦。用肉眼看到它是黑暗和死亡的悲慘世界，但即使是最小的望遠鏡也能揭示它有著眾多和美麗的星辰。萊斯特蘭奇的眼神從這個神奇處遊走至燃燒的十字，並且……。
煤袋星雲出現在飛出個未來系列的地獄是另一個機器人的劇情中。
在銀河鐵道之夜，康帕內拉在結束時去到了煤袋星雲。
在影集，超世紀戰警，預言者伊瑪說服戰警協助他的人民反抗Necromongers時說："煤袋行星一去不回了"。

## 圖集

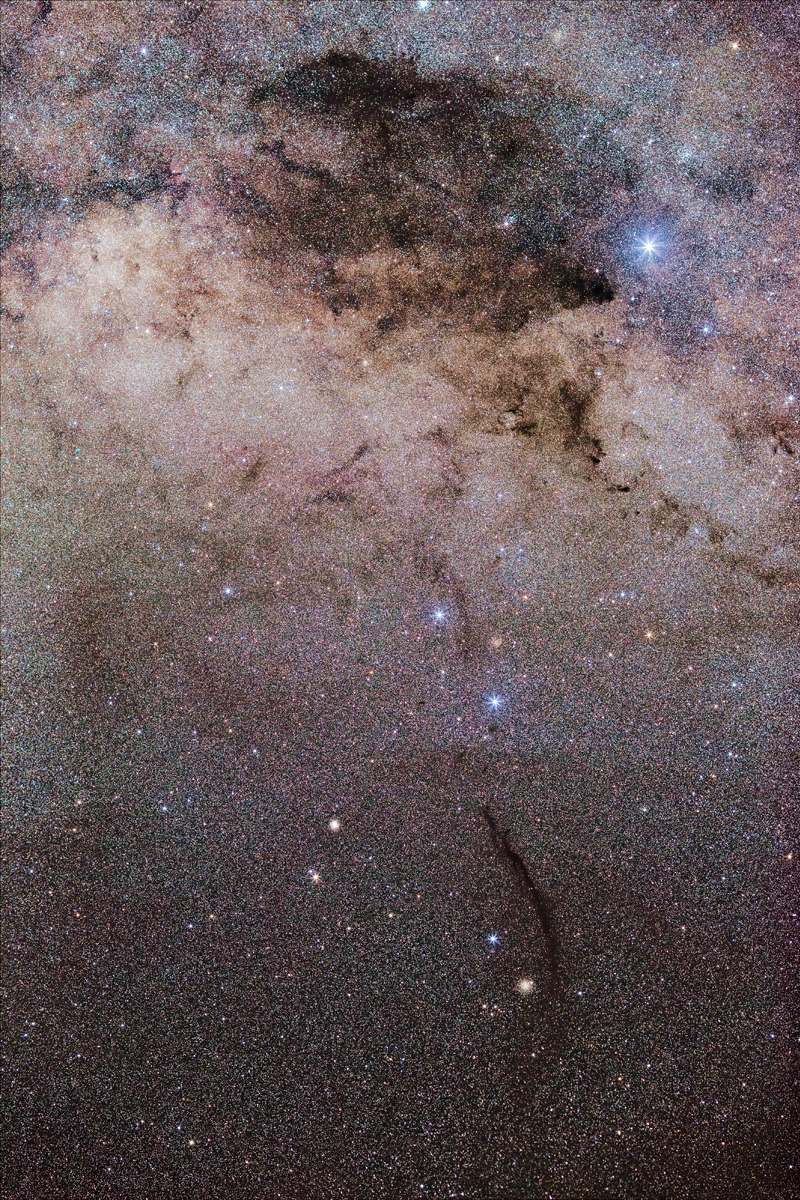
煤袋星雲是在照片頂部附近，看似黑暗的大片區域。

## 外部連結
- Starry Night Photography: Coalsack Dark Nebula （页面存档备份，存于）
- Starry Night Photography: The Emu （页面存档备份，存于）
- SIMBAD: Coal Sack Nebula （页面存档备份，存于）